# Красноріченська селищна територіальна громада
Красноріченська селищна територіальна громада — територіальна громада в Україні, у Сватівському районі Луганської області. Адміністративний центр — селище Красноріченське.
Площа громади — 244,74 км², населення — 6787 мешканців (2018).
Утворена 14 липня 2017 року шляхом об'єднання Красноріченської селищної ради та Бараниківської, Новоолександрівської сільських рад Кремінського району.

## Населені пункти
У складі громади: селище – Красноріченське, села – Балка Журавка, Бараниківка, Греківка, Залиман, Макіївка, Нововодяне, Новолюбівка, Новоолександрівка, Площанка